# Rosalba Carriera
Rosalba Carriera (Venecia, 7 de octubre de 1675-Ib., 15 de abril de 1757) fue una pintora italiana, perteneciente al estilo rococó. En su juventud se especializó en retratos en miniatura. Después será conocida por su trabajo en pasteles, un medio muy apreciado en el ambiente rococó por sus suaves perfiles y floridos toques. Lanzó la moda de la pintura al pastel durante su estancia en París en 1720.

## Biografía
Su madre era Alba Foresti y su padre Andrea Carriera, un funcionario público con un modesto salario. De niña comenzó su carrera artística realizando patrones de encaje para su madre, que se dedicaba a este comercio.
Con la popularidad del tabaco en polvo o rapé, comenzó a pintar miniaturas para las tapas de las cajitas de rapé, y fue la primera pintora que usó marfil con este propósito. Comenzó su carrera artística pintando estas cajitas con graciosas figuras femeninas que más tarde hicieron su fortuna traspuestas a la miniatura sobre marfil. Al utilizar el marfil en las miniaturas, dio esa luminosidad característica de sus obras. Fue la primera en no seguir las reglas académicas según las cuales una miniatura debía realizarse con trazos y puntos breves y bien amalgamados; en lugar de ello, Carriera utilizó el trazo veloz característico de la pintura veneciana.
Gradualmente esto le llevó a pintar retratos, de lo que fue pionera en el uso exclusivo del pastel. Los visitantes extranjeros destacados que acudían a Venecia, jóvenes hijos de la nobleza en su Grand Tour" y diplomáticos, por ejemplo, rivalizaban en ser pintados por ella. Entre los retratos de este primer periodo, se encuentran los de Maximiliano II de Baviera, Federico IV de Dinamarca, las doce damas más hermosas de la corte veneciana, su hermana Naneta, y Augusto el Fuerte de Sajonia, quien adquirió una amplia colección de sus pasteles.
En 1705, fue aceptada como accademico di merito por la Academia de San Lucas romana, un título reservado a los pintores no romanos, con la miniatura sobre marfil Fanciulla con colomba, gracias también a un intermediario, su amigo Cristiano Cole. Sin embargo, cuando un amigo le envió los nuevos pasteles, se le abrió un camino nuevo en su arte.
En 1720 fue admitida en la Academia de Bolonia.
Entre el 5 de abril de 1720 y el 11 de marzo de 1721, según su diario, vivió en París. En ese tiempo pintaba por las mañanas y por la tarde visitaba los museos y las colecciones privadas además de mantener una intensa vida social. Su primer encargo fue retratar a Luis XV, proclamado rey a los 10 años. Se conservan varias copias del retrato ya que muchos nobles quisieron copias del mismo. Mientras estaba en París, el gran aficionado y coleccionista de arte, Pierre Crozat, organizó un concierto en el que tocó la artista, experta violinista también. Watteau, le hizo un dibujo que se encuentra actualmente en el Louvre y ella realizó el último retrato del pintor que moriría seis meses después.
Ese mismo año fue elegida miembro del Academy Royale de Peinture et Sculpture. El periodo habitual de prueba fue sustituido por el retrato del joven rey y para el diploma envó un cuadro que representa a una musa sosteniendo un laurel.
También conoció a Jean-Étienne Liotard y Maurice Quentin de La Tour. Su cuñado, el pintor Antonio Pellegrini, casado con su hermana Ángela, también estaba en París esos años. Pellegrini fue contratado por John Law, un financiero y aventurero británico, para pintar el techo de la Grand Salle en el edificio del nuevo banco de Law. Su otra hermana, Giovanna, y su madre, formaban parte del grupo. Ambas hermanas, aunque particularmente Giovanna, le ayudaron en la pintura de los cientos de retratos que la pedían. El diario de Rosalba sobre esos 18 meses en París fue más tarde publicado por su admirador, Antonio Zanetti, en 1793. También se publicó su amplia correspondencia. Regresó a Venecia en 1721, visitó Módena, estando documentada su presencia allí en 1723 para retratar a la familia de Este. También estuvo en Parma, fue huésped de los condes Lantieri de Gorizia y, en 1730, estaba en la Corte de Viena donde retrató a varios miembros de la familia real.
Después hizo un largo viaje a la corte del rey de Polonia, Augusto III, donde tuvo como alumna a la Reina. El rey reunió una amplia colección de sus obras que más tarde formaron la base de la gran colección en la galería Altemeister de Dresde.
Regresó a Venecia donde siguió su carrera con múltiples encargos. En sus últimos años enfermó de la vista, probablemente dañada por su pintura en miniatura de juventud, hasta el punto de quedarse completamente ciega. Sufrió dos operaciones de cataratas pero no le sirvieron de nada. Sobrevivió a toda su familia, pasando sus últimos años en la pequeña casa en el área de Dorso-Duro de Venecia.
Su último retrato data de 1746 y es de su antiguo patrón, Augusto III. Murió en 1757.
En Prideaux Place, Padstow, Cornualles, hay un retrato de esta artista realizado por Humphrey Prideaux, que lo pintó durante su Grand Tour en el que existe la leyenda de que escondía una carta de amor.

## Obra
Carriera popularizó el uso de pintura al pastel. Con esa técnica retrató a un sinnúmero de clientes acaudalados. Sus obras presentan una caracterización que realza a los personajes y al mismo tiempo exhibe suavidad debido a la gran sutileza con que reproduce los detalles. Su técnica consistía en pintar directamente con el pastel, sin un diseño previo.
Sus retratos eran inmensamente competentes, casi siempre conteniendo una pose de busto con el cuerpo ligeramente vuelto y la cabeza girada para dirigirse al espectador. Tenía una gran habilidad para representar texturas y diseños, recreando fielmente telas, galones de oro, encaje, pieles, joyas, el pelo y la piel, haciendo resaltar el suntuoso estilo de vida de sus ricos e influyentes patronos.
Las obras que más han despertado la curiosidad del público son la serie de autorretratos que Rosalba se hizo, algunos de los cuales se conservan en Venecia, en el museo del siglo XVIII en Ca' Rezzonico.Un autorretrato de 1740 forma parte de las colecciones reales de Windsor. Estos autorretratos revelan un desarrollo psicológico y moral de la persona, desde la juventud y alegría del primer autorretrato de 1709 conservado en los Uffizi en el que se representa a sí misma mientras pinta a su hermana hasta alcanzar el último, de 1746, el de la "tragedia", donde se representa con un rostro envejecido e impasible, triste y duro indicando el estado de ánimo del artista que se retrata poco antes de la operación que se hizo en la córnea, una operación sin éxito, puesto que su ceguera se complicó hasta hacerse total. Uno de estos autorretratos se conserva en Florencia, en el Pasillo de Vasari que une el Palazzo Vecchio con el palacio Pitti, donde está incluido en una colección de autorretratos.

## Galería de obras

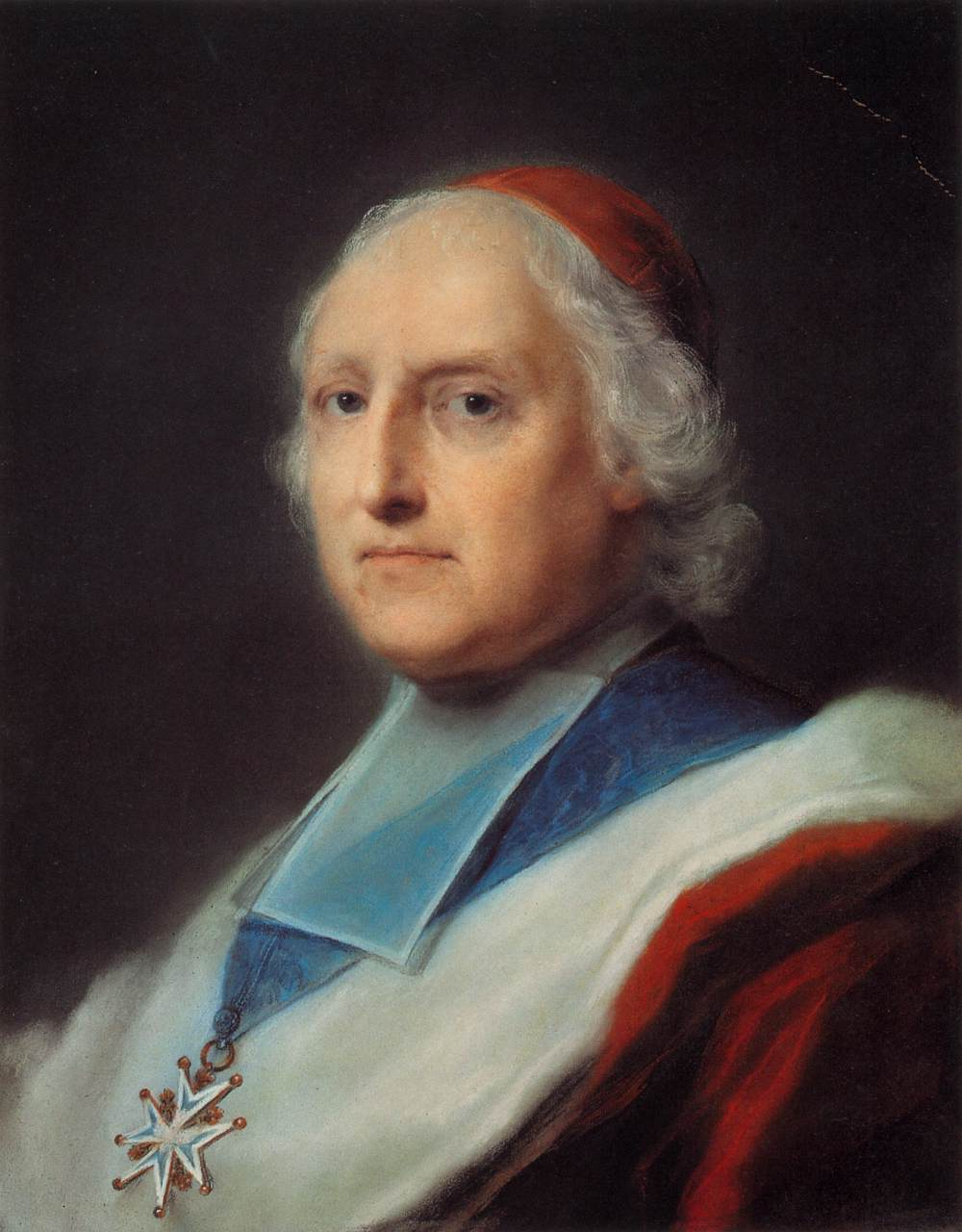
Melchior de Polignac, h. 1732.
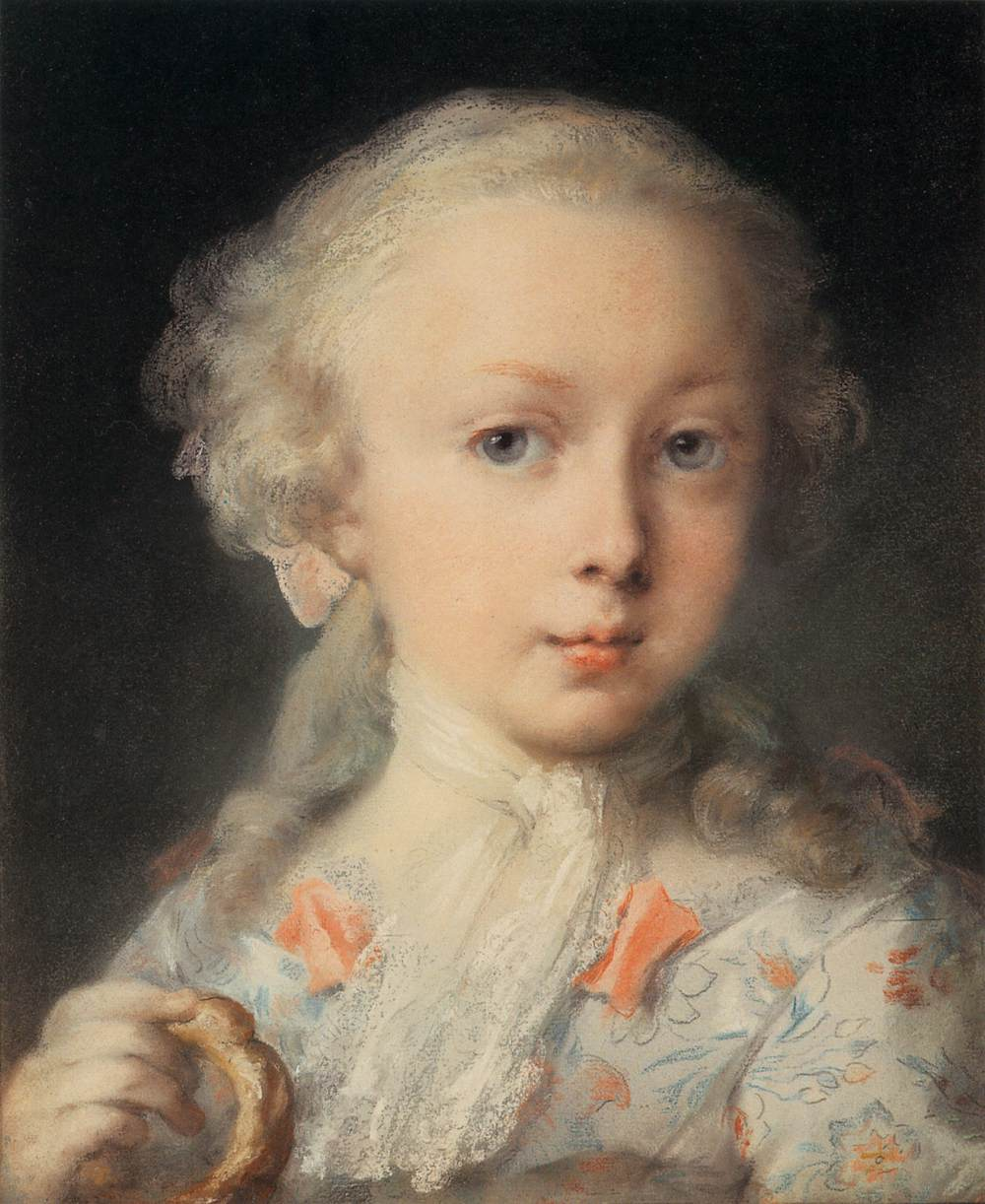
Jovencito de la familia Leblond, h. 1740.
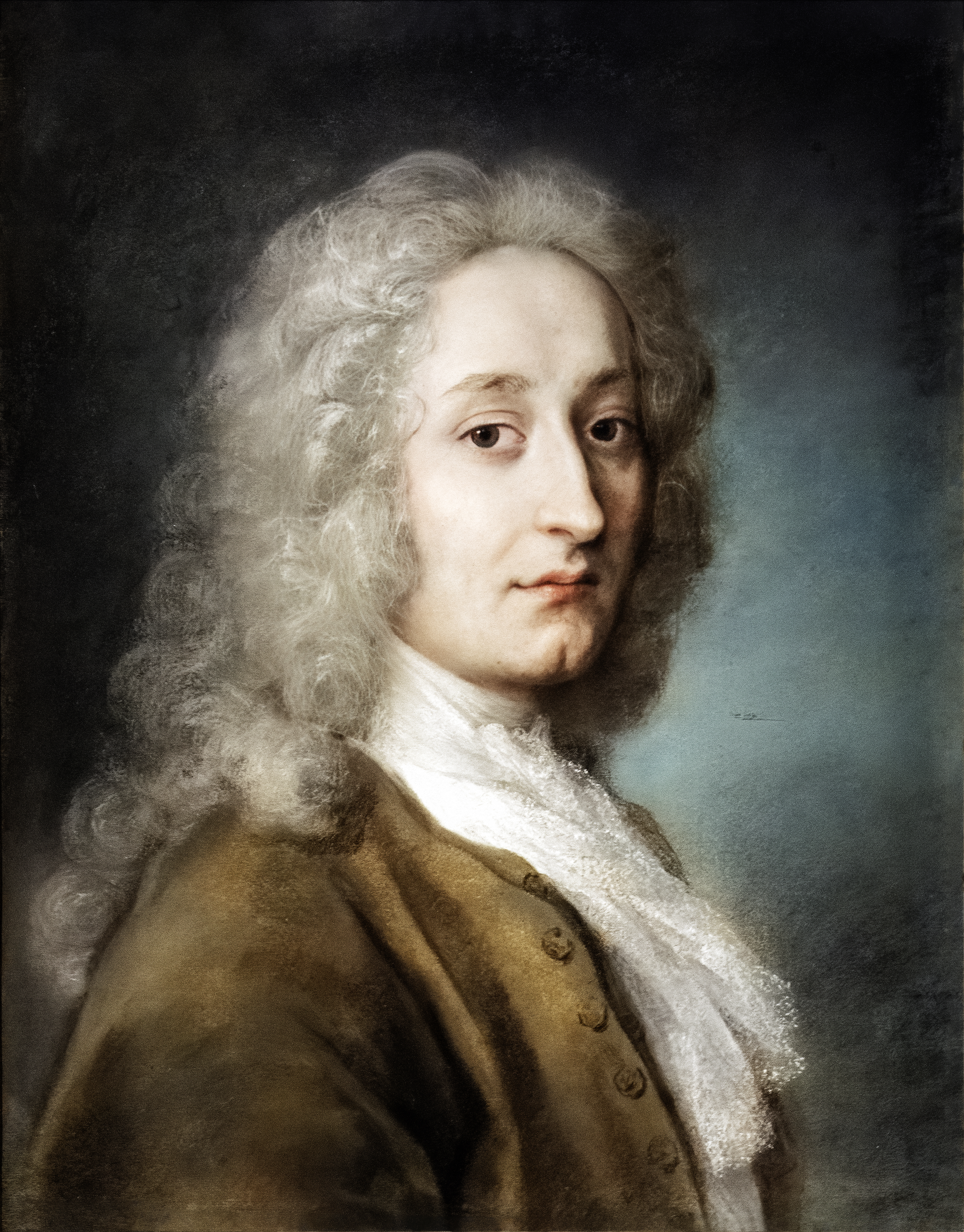
Retrato de Antoine Watteau, 1721.
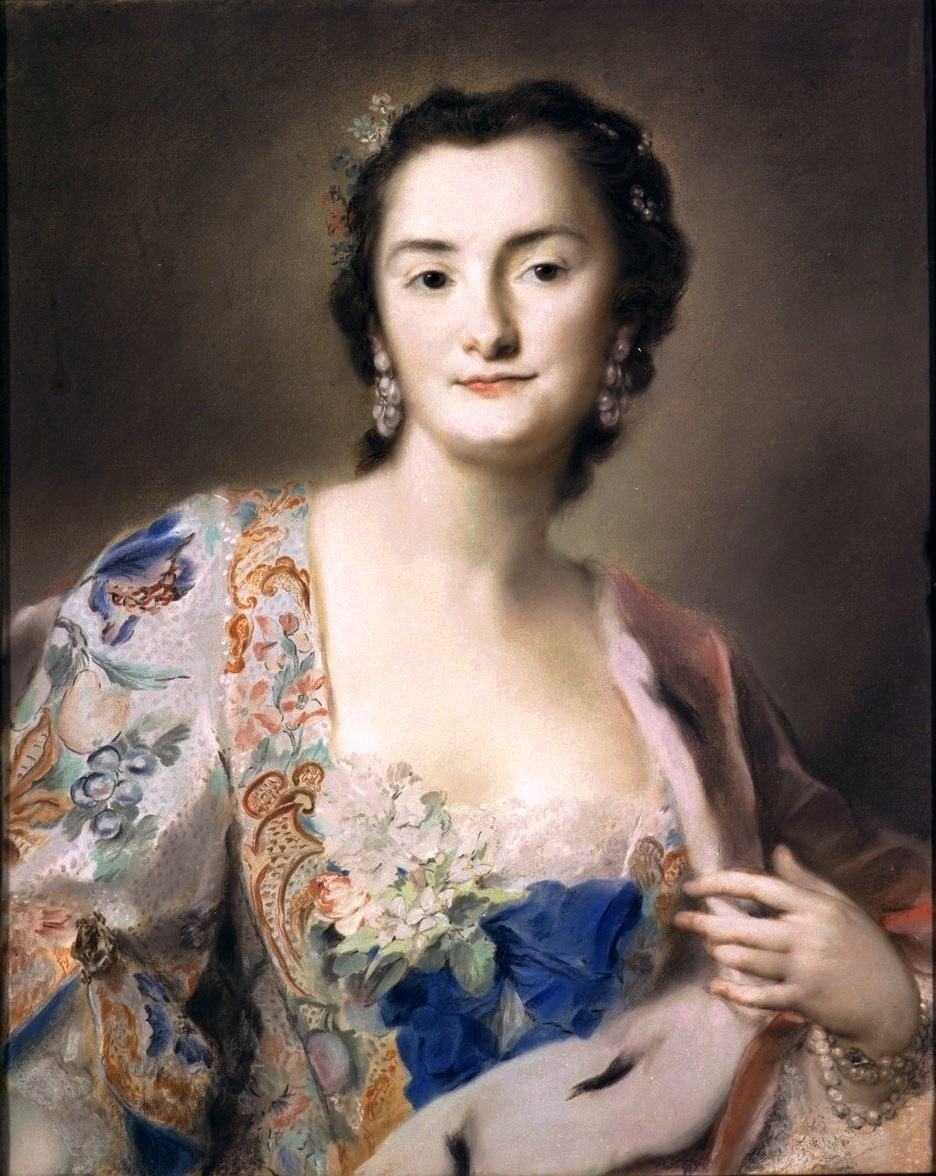
Condesa Anna Katharina Orzelska, h 1730.